# Les Parents terribles (téléfilm)
Pour les articles homonymes, voir Les Parents terribles.
Les Parents terribles est un téléfilm français réalisé par Josée Dayan en 2003 qui est une reprise du film Les Parents terribles de Jean Cocteau de 1948.

## Fiche technique
- Réalisation : Josée Dayan
- Scénario/Adaptation : Pascal Bonitzer
- Costumes : Mimi Lempicka
- Musique originale : Bruno Coulais
- Montage : Fred Béraud-Dufour

## Distribution
- Jeanne Moreau : Léo
- Nicole Garcia : Yvonne ("Sophie")
- François Berléand : Georges
- Cyrille Thouvenin : Michel ("Mick")
- Ariadna Gil : Madeleine